# Miličinica
Miličinica (en serbe cyrillique : Миличиница) est un village de Serbie situé sur le territoire de la Ville de Valjevo, district de Kolubara. Au recensement de 2011, il comptait 740 habitants.

## Histoire

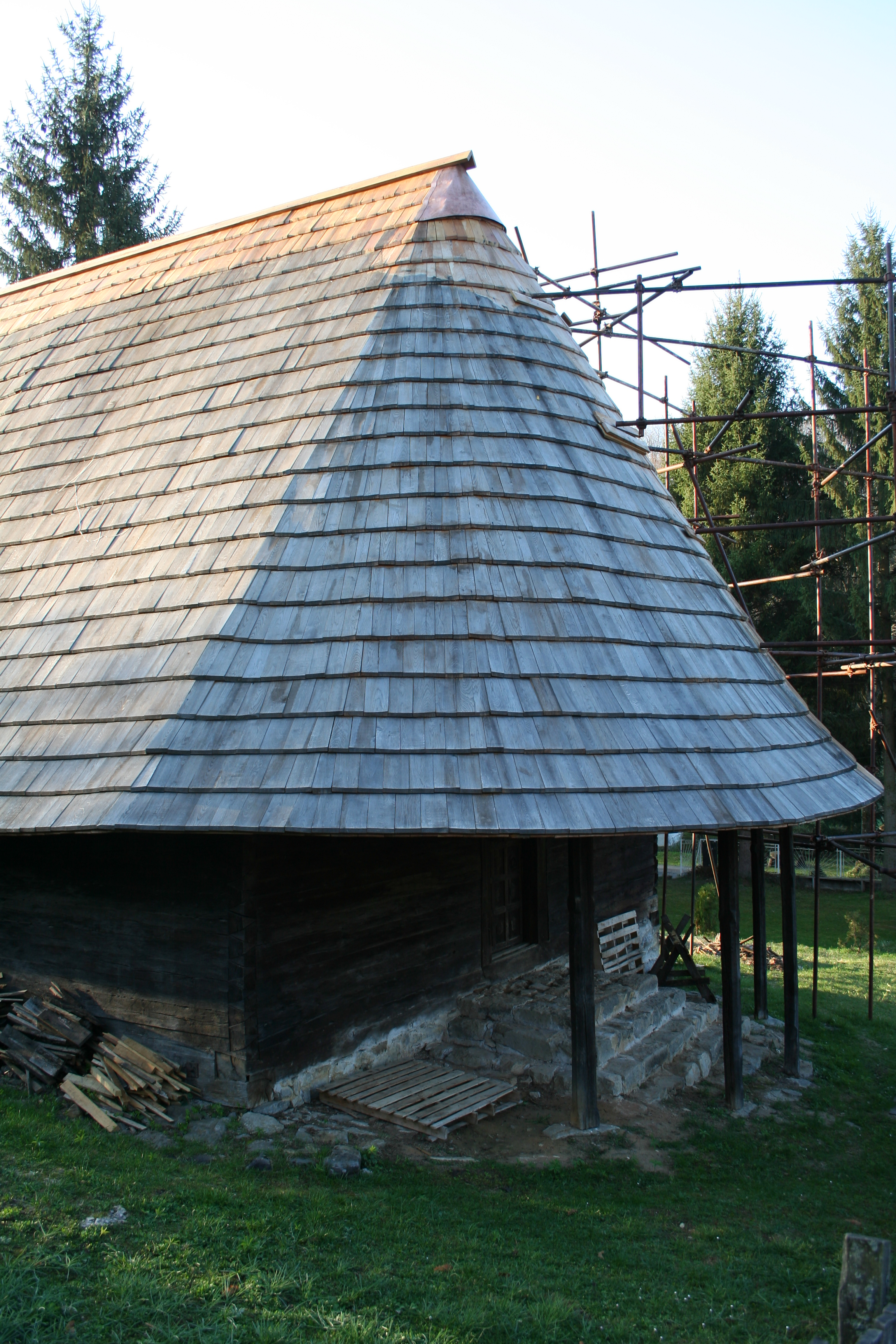
L'église en bois Saint-Georges de Miličinica, 1791
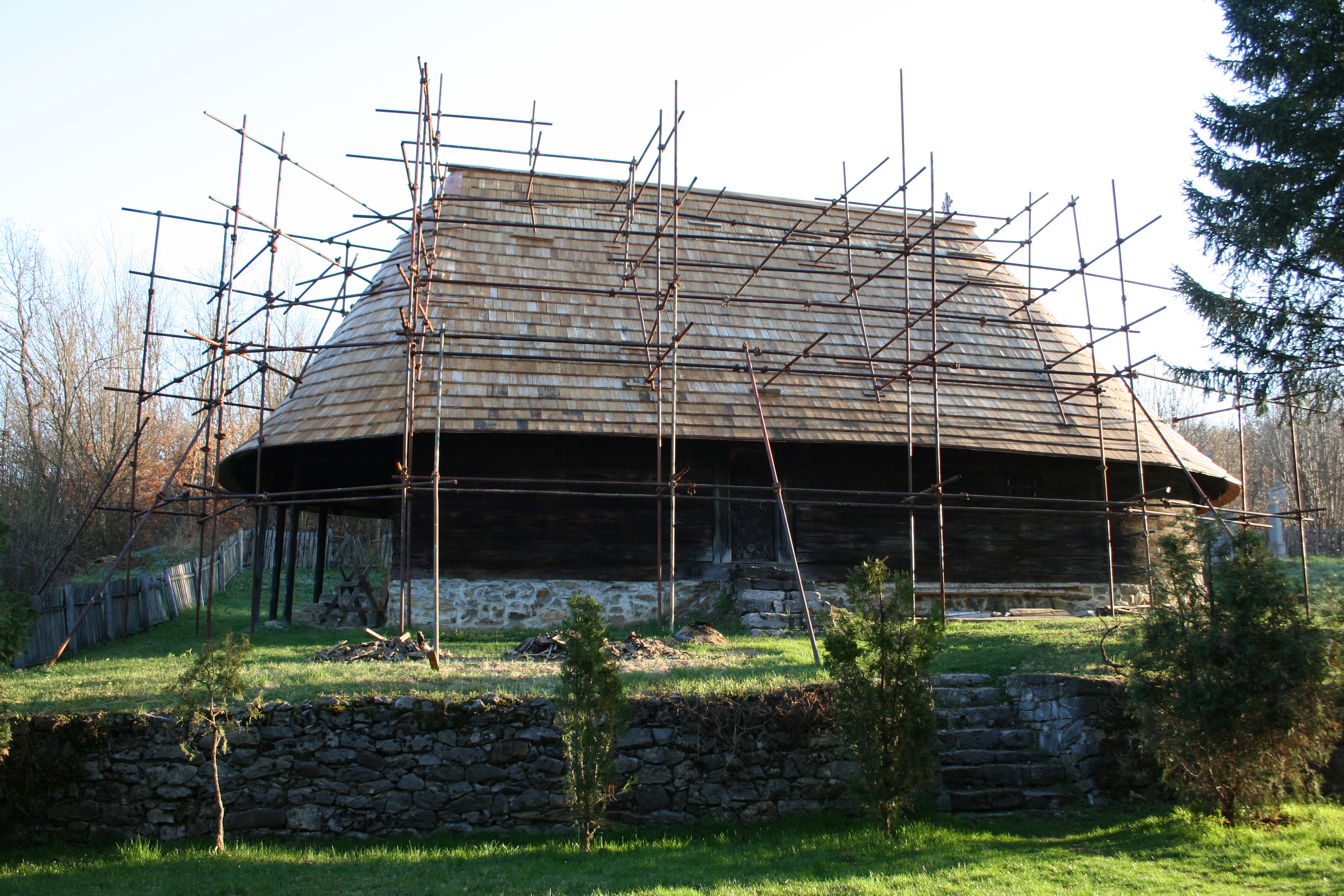
Autre vue de l'église
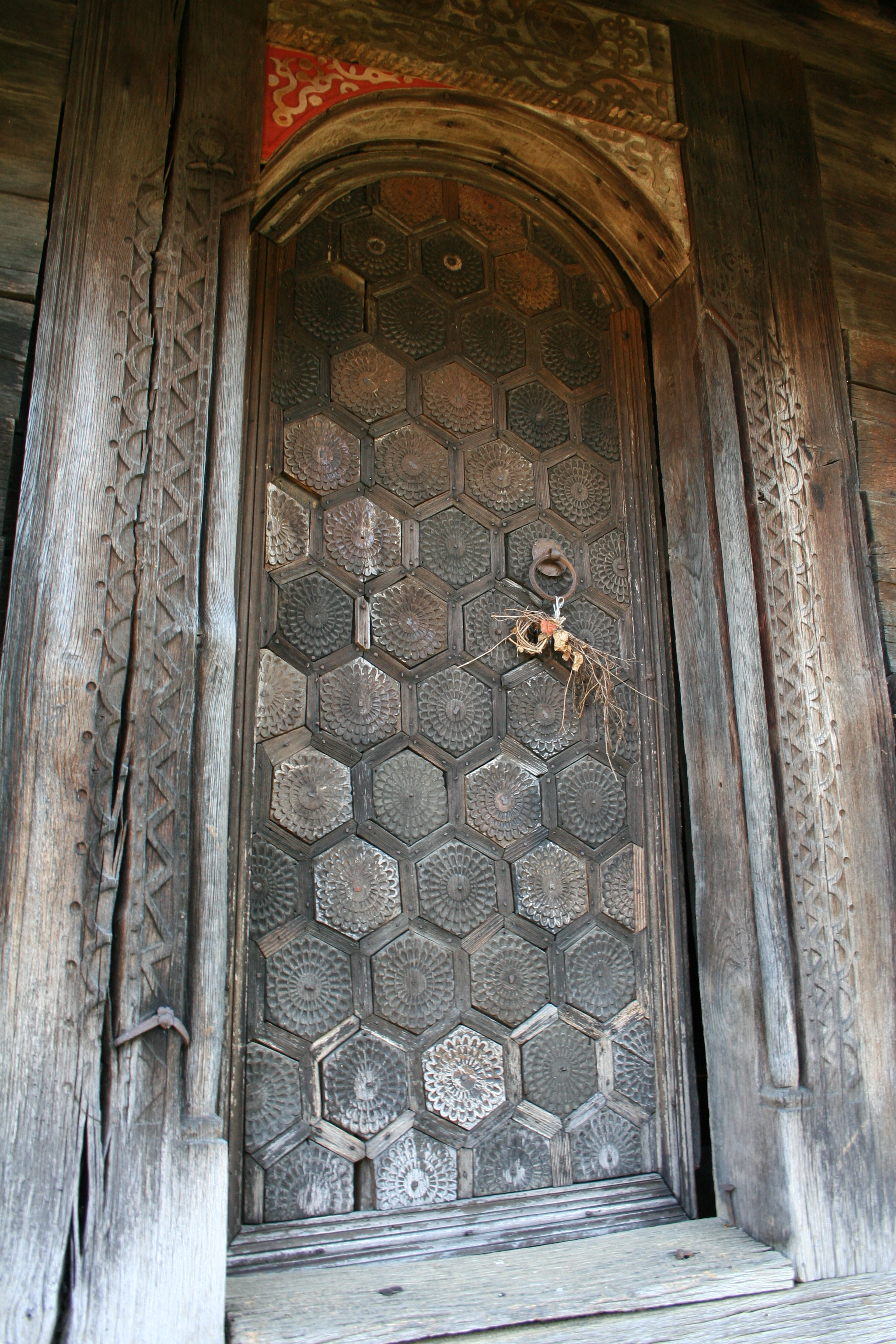
Détail de la porte d'entrée
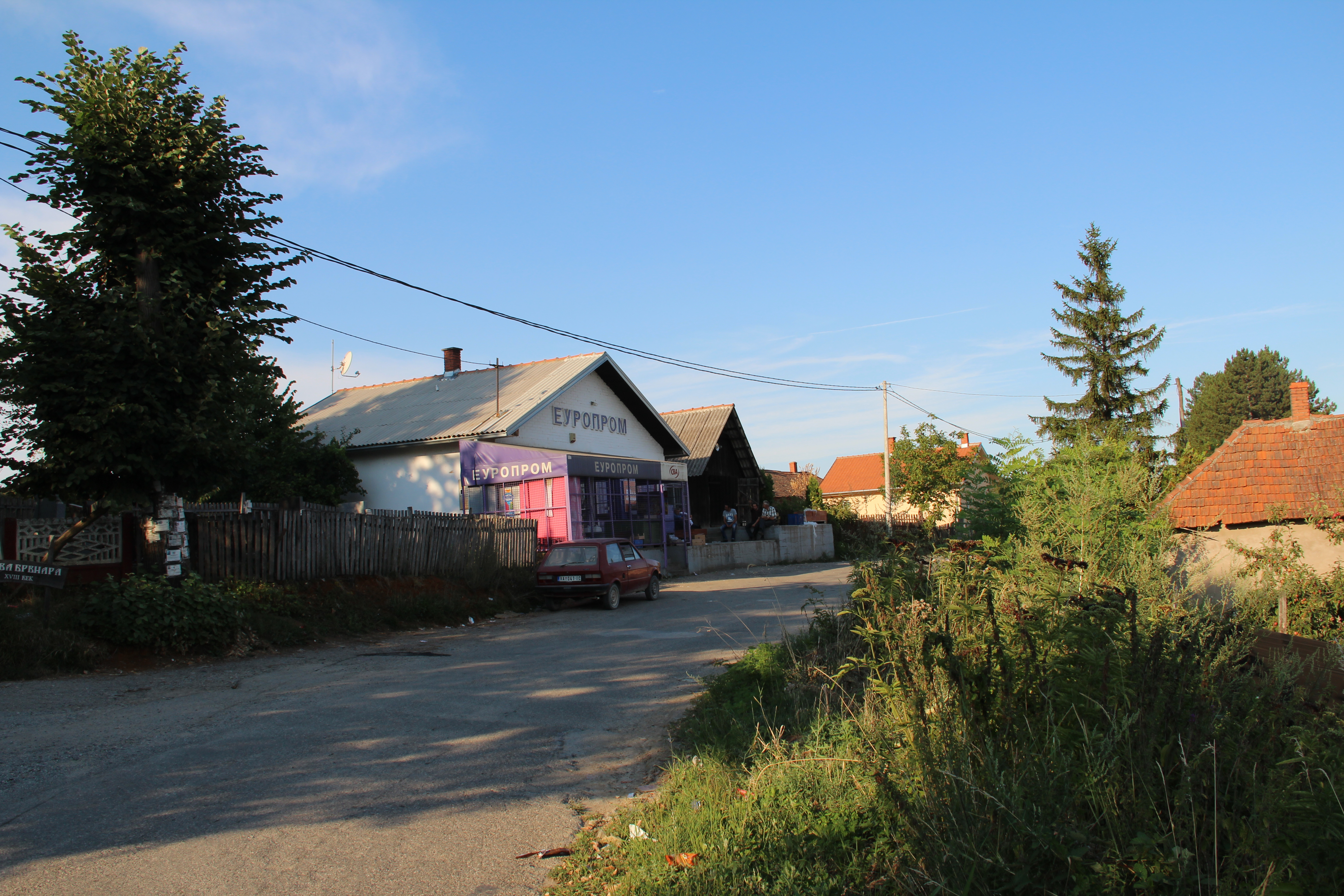
Miličinica - Panorama
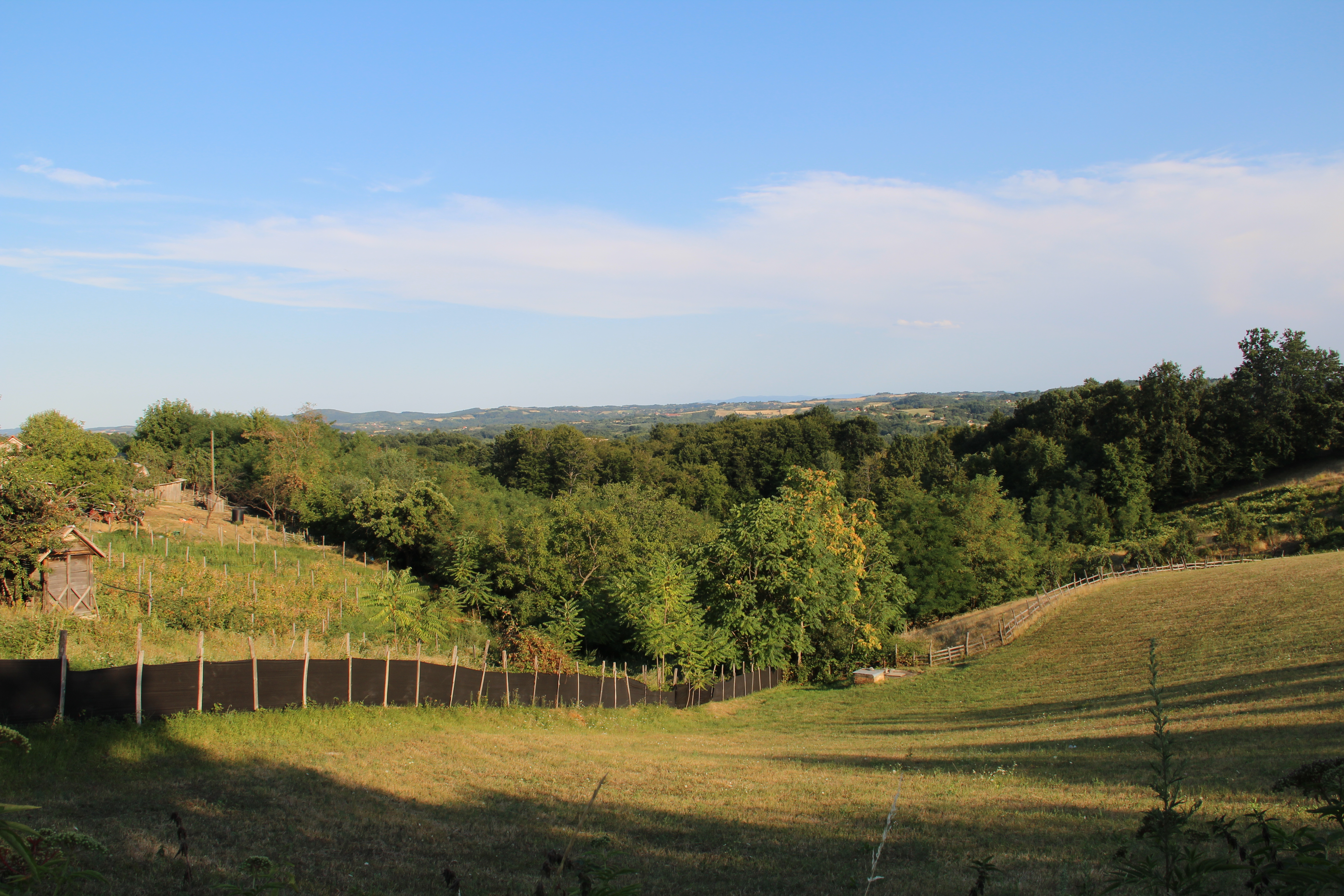
Miličinica - Panorama
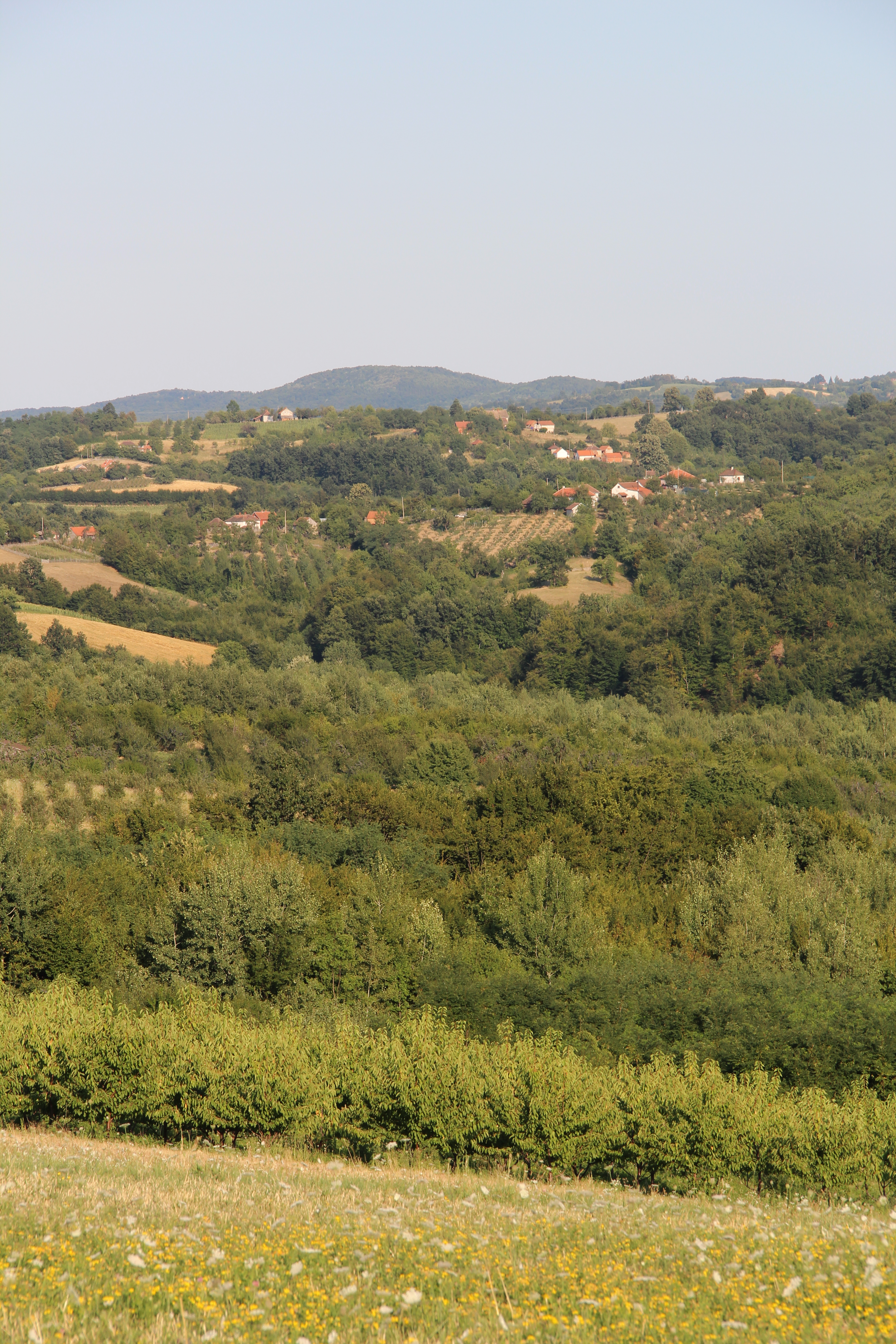
Miličinica - Panorama
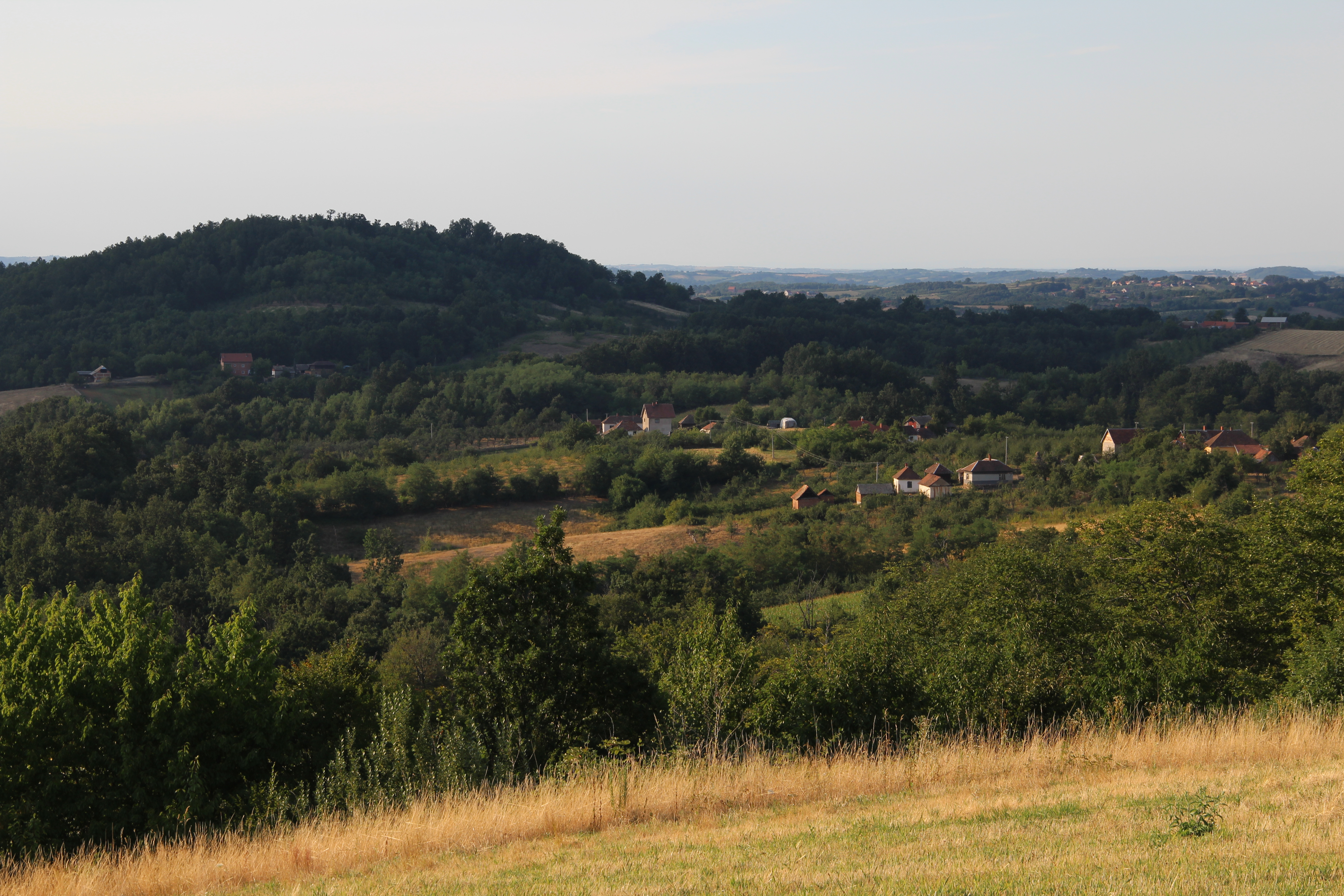
Miličinica - Panorama
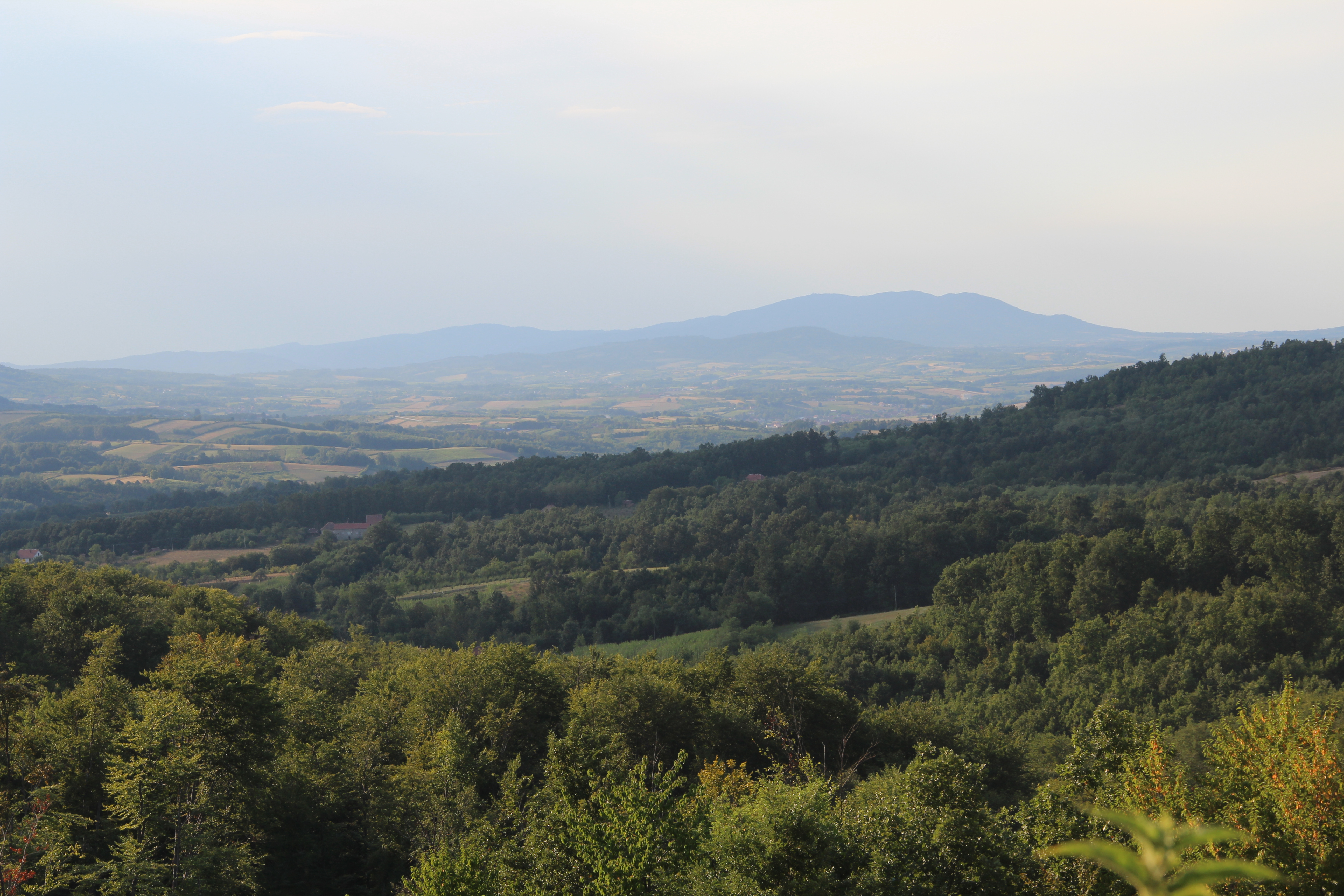
Miličinica - Panorama
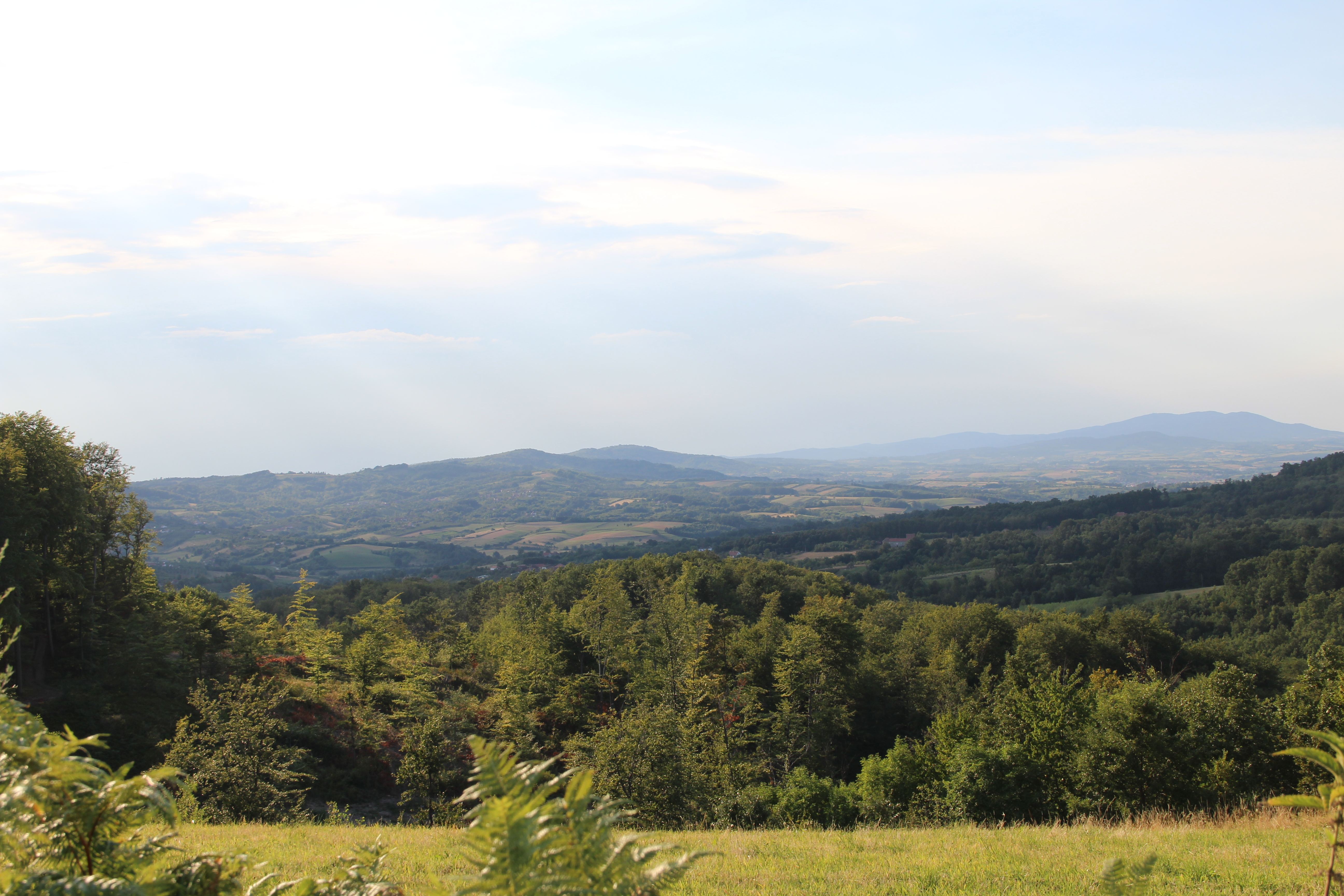
Miličinica - Panorama
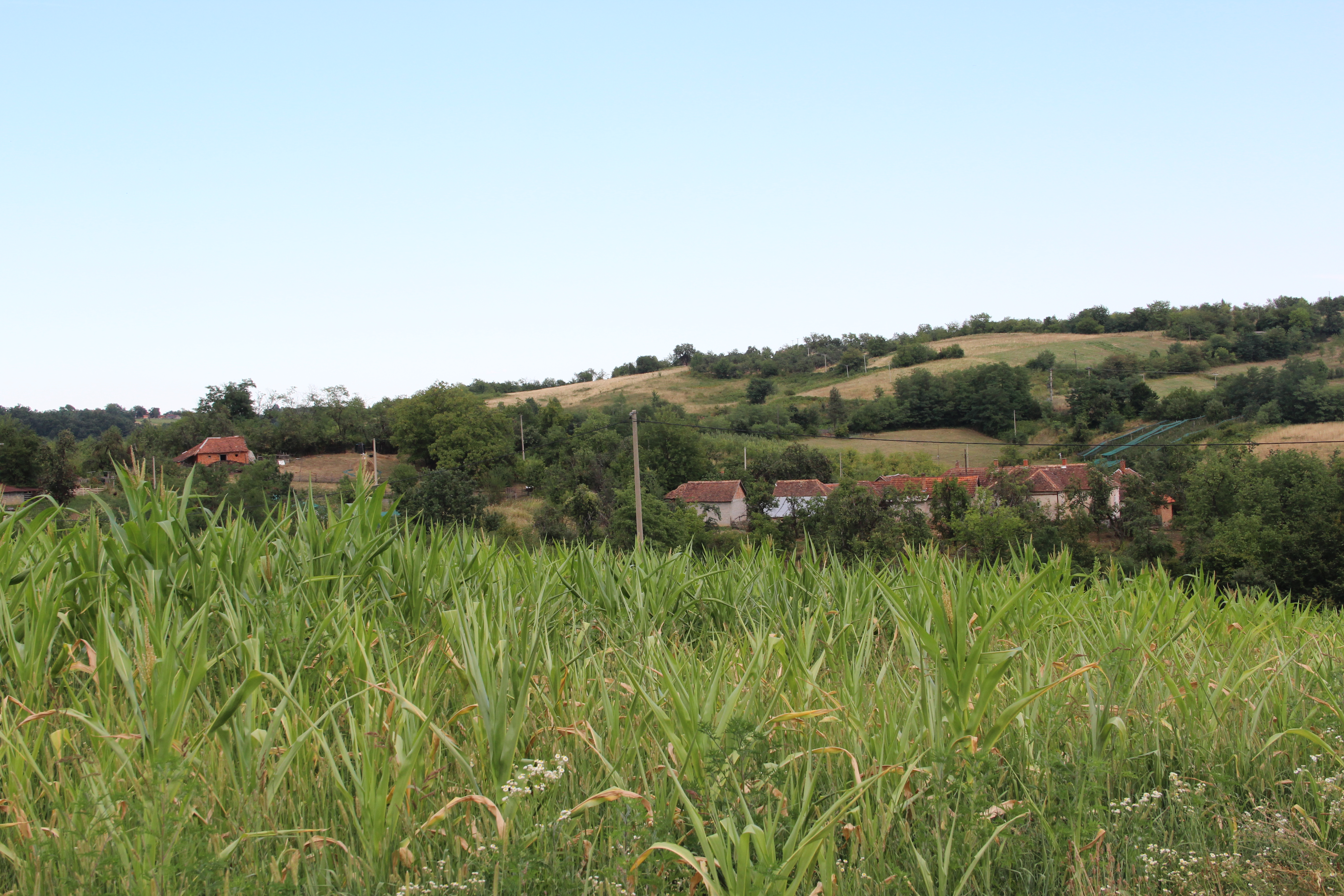
Miličinica - Panorama
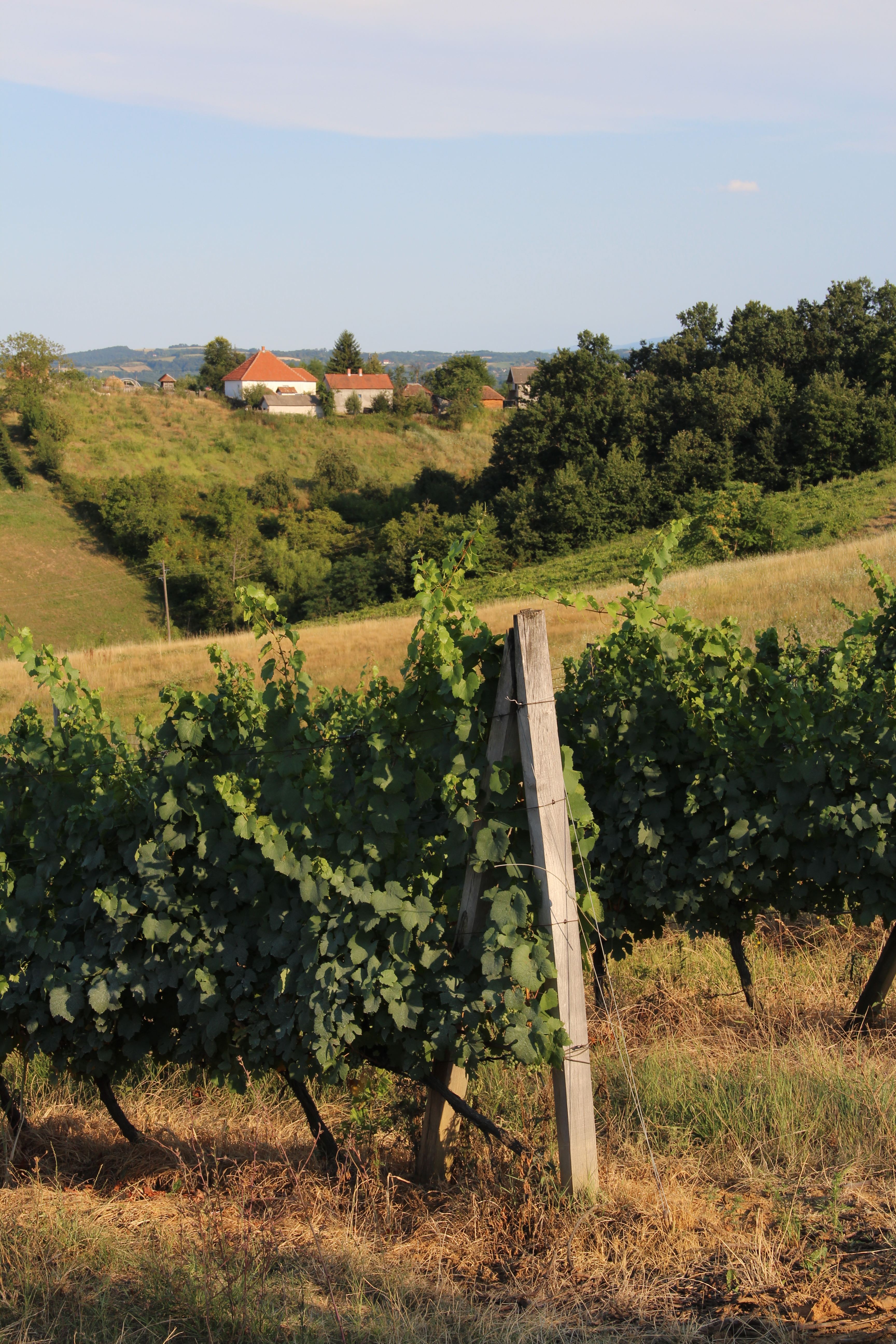
Miličinica - Panorama

</gallery>

## Démographie

### Évolution historique de la population
| 1948  | 1953  | 1961  | 1971  | 1981  | 1991  | 2002 | 2011 |
| ----- | ----- | ----- | ----- | ----- | ----- | ---- | ---- |
| 2 197 | 2 074 | 1 998 | 1 747 | 1 415 | 1 142 | 913  | 740  |

|  |